# Ferdinand Zangerl

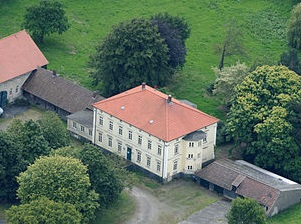
Herrenhaus Scheda bei Wickede (2014)

Ferdinand Zangerl (* 20. April 1813 in Tobadill, Tirol; † 6. August 1865 in Bork) war ein österreichischer Baumeister des Klassizismus, der hauptsächlich in der Provinz Westfalen arbeitete.

## Leben
Er wurde am 20. April 1813 auf einem Bauernhof in der Nähe von Tobadill im Stanzertal in Tirol geboren. Dort absolvierte er eine Maurerlehre, verließ aber wie viele andere Tiroler auf Grund von Überbevölkerung, Arbeitslosigkeit und allgemeiner Armut seine Heimat.
Über Köln kam er nach Bork in der damaligen Provinz Westfalen. Dort ließ er sich im Haus Hauptstraße 1 nieder, gründete ein Bauunternehmen und errichtete in der näheren und weiteren Umgebung zahlreiche Gebäude.

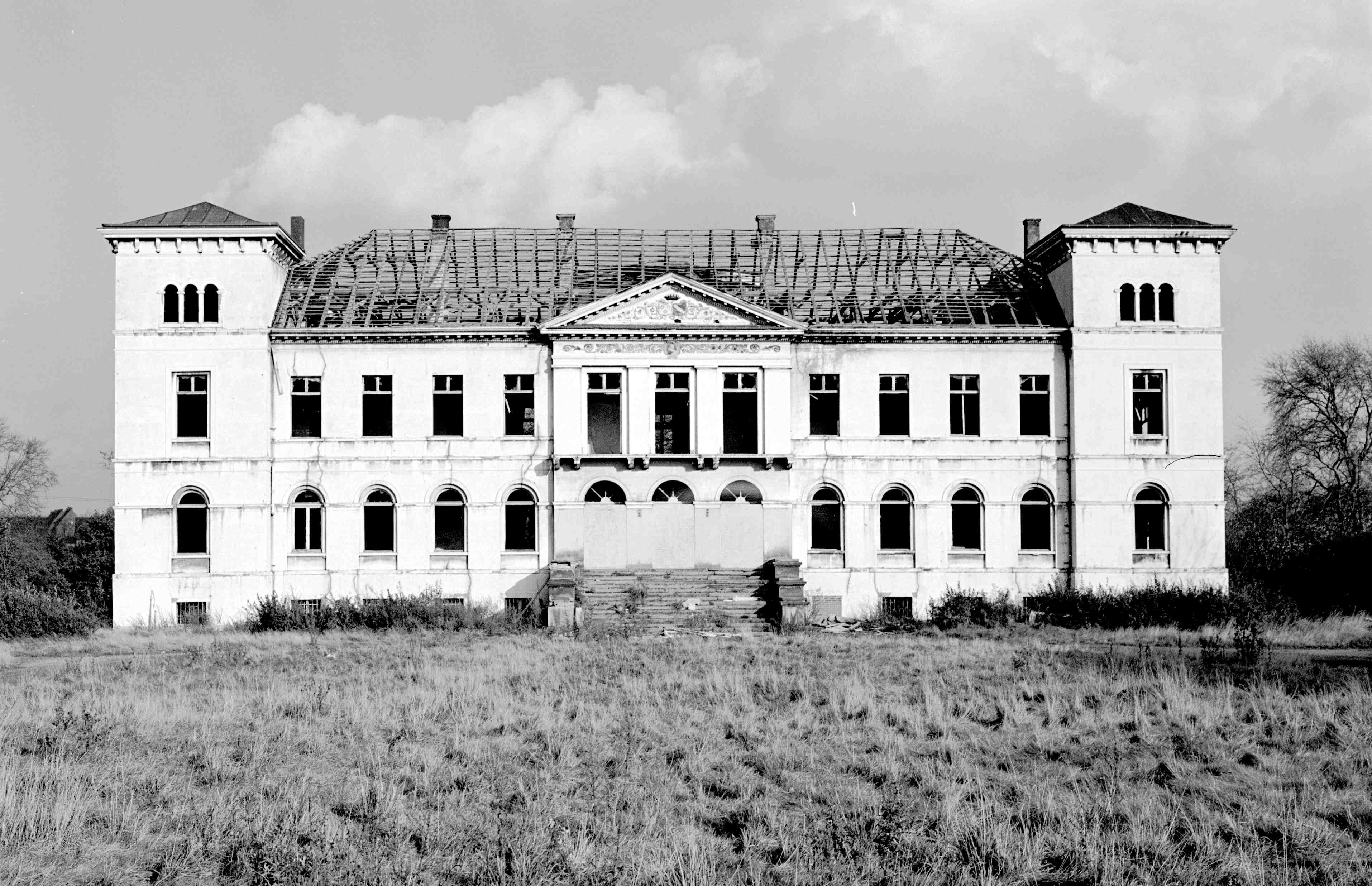
Schloss Buddenburg vor dem Abriss (1977)

1845/46 erbaute er für den Freiherrn August von Frydag das Schloss Buddenburg bei Lünen im Stil des preußischen Klassizismus. Vorbild war offensichtlich das 20 Jahre zuvor von Karl Friedrich Schinkel entworfene Schloss Tegel bei Berlin.
1856/57 errichtete er eine Windmühle in Bork-Hassel für Friedrich Wiggers, der zuvor Schlossmüller auf Schloss Cappenberg war und sich in Bork neu niedergelassen hatte. Diese Mühle übernahm später Bernhard Haverbeck. 1861 bis 1862 entstand für Ludwig Ferdinand Graf von Kielmannsegg, Schwiegersohn des Reichsfreiherrn Heinrich Friedrich Karl vom und zum Stein zu Cappenberg, das noch bestehende Herrenhaus des Gutes Scheda bei Wickede.

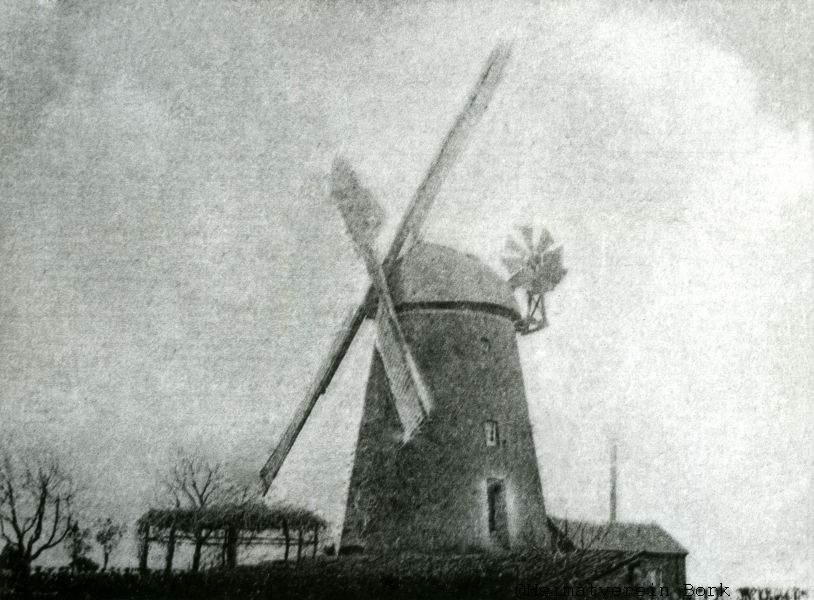
Windmühle Bork-Hassel (um 1910)

Im Frühjahr 1865 war er auf dem Weg nach Dorsten, um Lohngelder an seine dort beschäftigten Arbeiter auszuhändigen. Im Hervest-Dorstener Wald wurde er von zwei Räubern überfallen und durch Fußtritte misshandelt. Er starb am 6. August 1865 an den Folgen innerer Verletzungen und hinterließ seine Ehefrau Elisabeth, geb. Weber (* 5. November 1818), vier Töchter und einen Sohn, Franz Carl Joseph (* 24. Januar 1857).
Sein Grabstein auf dem Friedhof in Bork ist erhalten (2012), die Grabinschrift zum Teil verwittert. Sie befindet sich an dem 12. Standbild des Kreuzweges, den Pfarrer Bernhard Pröbsting 1865 aufstellen ließ.

## Werke (Auswahl)
- 1845–46 Schloss Buddenburg (1977 abgebrochen)
- 1856–57 Windmühle in Bork-Hassel für Friedrich Wigger (1978 abgebrochen)
- 1861–62 Haupthaus des Gutes Scheda bei Wickede an der Ruhr (erhalten)